# Lichenodiplis lecanorae
Lichenodiplis lecanorae är en lavart som först beskrevs av Vouaux, och fick sitt nu gällande namn av Dyko & D. Hawksw. 1979. Lichenodiplis lecanorae ingår i släktet Lichenodiplis, divisionen sporsäcksvampar och riket svampar.  Arten är reproducerande i Sverige. Inga underarter finns listade i Catalogue of Life.

## Källor

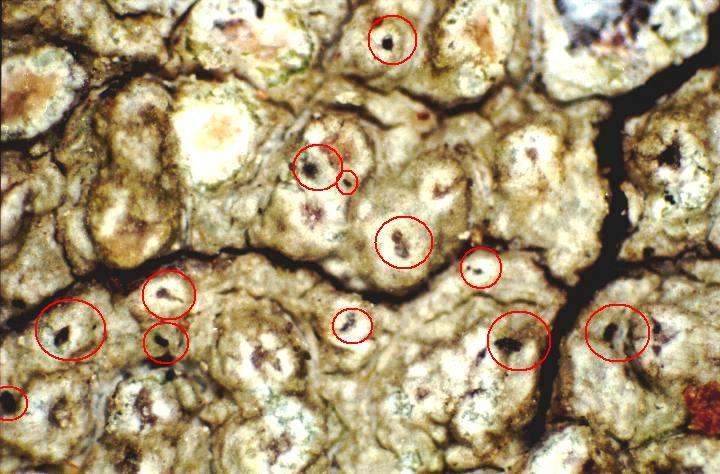
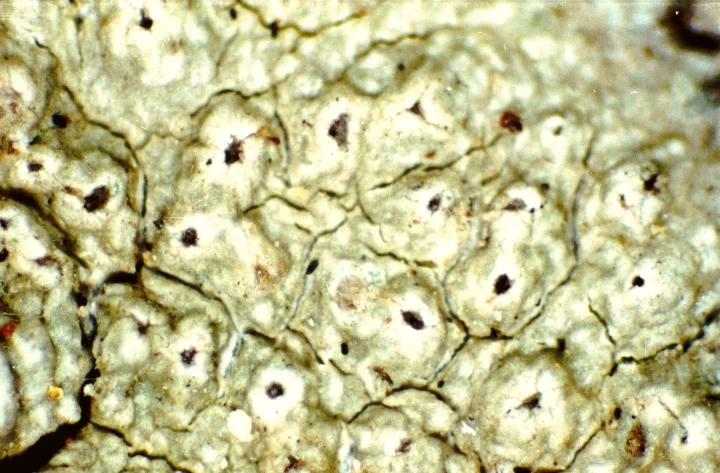
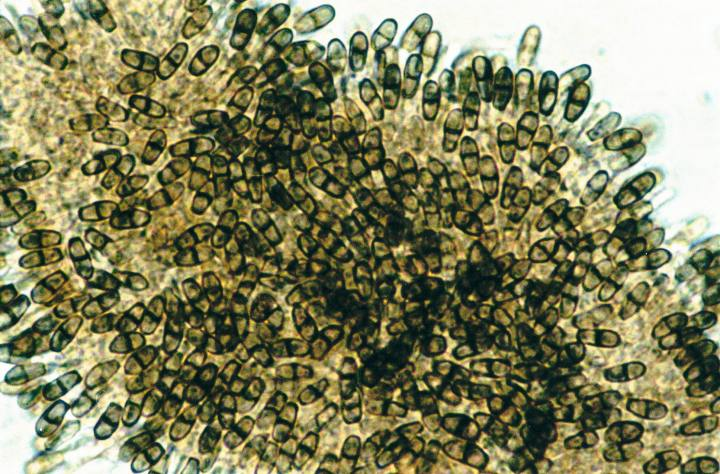
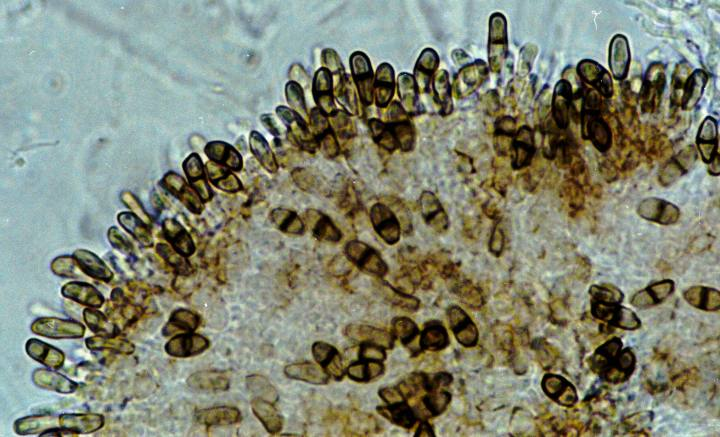
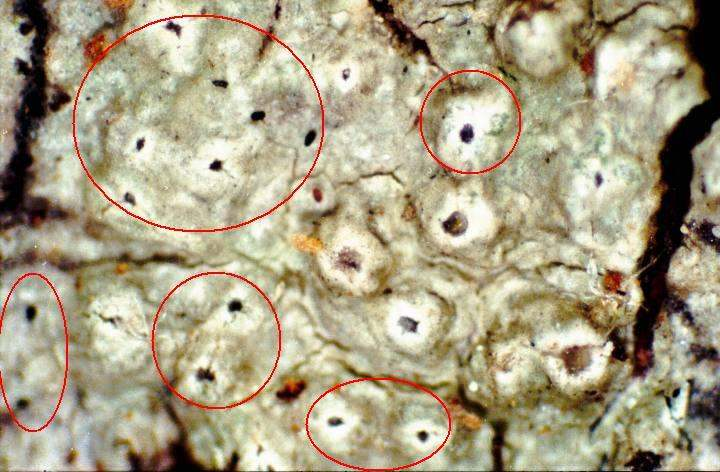